# Fussballclub Zürich 2000-2001
Questa voce raccoglie le informazioni riguardanti il Fussballclub Zürich nelle competizioni ufficiali della stagione 2000-2001.

## Stagione
Nella stagione 2000-2001 il Zurigo, allenato da Gilbert Gress, concluse il campionato di Lega Nazionale A all'8º posto. In Coppa UEFA il Zurigo fu eliminato al primo turno dal Genk. Il Zurigo concluse il girone di play-off all'8º posto.

## Rosa
| N. |                           | Ruolo | Calciatore          |
| -- | ------------------------- | ----- | ------------------- |
| 4  | Svizzera (bandiera)       | D     | Sébastien Jeanneret |
| 6  | Paesi Bassi (bandiera)    | C     | Wilco Hellinga      |
| 7  | Svizzera (bandiera)       | C     | Adnan Jasari        |
| 15 | Marocco (bandiera)        | C     | Tariq Chihab        |
| 16 | Brasile (bandiera)        | C     | Renato              |
| 17 | Svizzera (bandiera)       | C     | Patrick Bühlmann    |
| 21 | Svizzera (bandiera)       | C     | Daniel Gygax        |
| 22 | Spagna (bandiera)         | D     | David Pallas        |
| 24 | Costa d'Avorio (bandiera) | C     | Kanga Akalé         |
| 18 | Svizzera (bandiera)       | P     | Fabien Margairaz    |
| 1  | Svizzera (bandiera)       | P     | Marco Pascolo       |
| 30 | Italia (bandiera)         | P     | Christian Trombini  |
| 14 | Svizzera (bandiera)       | D     | Urs Fischer         |

| N. |                      | Ruolo | Calciatore           |
| -- | -------------------- | ----- | -------------------- |
| 3  | Turchia (bandiera)   | D     | Vural Önen           |
| 19 | Svizzera (bandiera)  | D     | Yvan Quentin         |
| 26 | Francia (bandiera)   | C     | Thierry Bonalair     |
| 12 | Italia (bandiera)    | C     | Giorgio del Signore  |
| 8  | Svizzera (bandiera)  | C     | Philippe Douglas     |
| 2  | Svizzera (bandiera)  | C     | Mauro Giannini       |
| 5  | Svizzera (bandiera)  | C     | Marcel Heldmann      |
| 10 | Georgia (bandiera)   | C     | Gocha Jamarauli      |
| 20 | Burundi (bandiera)   | C     | David Opango         |
| 9  | Sudafrica (bandiera) | A     | Shaun Bartlett       |
| 13 | Svizzera (bandiera)  | A     | Frédéric Chassot     |
| 27 | Georgia (bandiera)   | A     | Mikhail Kavelashvili |
| 29 | Svizzera (bandiera)  | A     | Ursal Yasar          |

## Organigramma societario
Area tecnica
- Allenatore: Gilbert Gress
- Allenatore in seconda: Urs Schönenberger
- Preparatore dei portieri:
- Preparatori atletici:

## Calciomercato

### Sessione estiva
| Acquisti | Acquisti | Acquisti | Acquisti |
| R.       | Nome     | da       | Modalità |
| -------- | -------- | -------- | -------- |

| Cessioni | Cessioni | Cessioni | Cessioni |
| R.       | Nome     | a        | Modalità |
| -------- | -------- | -------- | -------- |

### Sessione invernale
| Acquisti | Acquisti | Acquisti | Acquisti |
| R.       | Nome     | da       | Modalità |
| -------- | -------- | -------- | -------- |

| Cessioni | Cessioni | Cessioni | Cessioni |
| R.       | Nome     | a        | Modalità |
| -------- | -------- | -------- | -------- |

## Risultati

### Lega Nazionale A

#### andata
| Arbitro: | Wildhaber |

|                 |           |           |
| Constantino 70’ | Marcatori | 15’ Frick |

| Arbitro: | Nobs |

|                         |           |                    |
| Frick 39’ Jamarauli 64’ | Marcatori | 7’ Londono 25’ Rey |

| Arbitro: | Meier |

|             |           |  |
| Giménez 47’ | Marcatori |  |

| Zurigo 29 luglio 2000, ore 19:30 CEST 4ª giornata | Zurigo     | 0 – 0 referto | San Gallo | Stadio Letzigrund (6 700 spett.)\| Arbitro: \| Schluchter \| |
| Arbitro:                                          | Schluchter |               |           |                                                              |

| Arbitro: | Leuba |

|                         |           |             |
| Previtali 3’ Baudry 11’ | Marcatori | 1’ Bartlett |

| Arbitro: | Nobs |

|                    |           |  |
| Kuźba 9’ Thiaw 75’ | Marcatori |  |

| Arbitro: | Golay |

|                                                         |           |               |
| Jamarauli 29’ Kavelashvili 58’ Bartlett 86’ Chassot 90’ | Marcatori | 67’, 90’ Gian |

| Arbitro: | Beck |

|                              |           |                                    |
| Sarni 5’ Renou 35’ Ojong 41’ | Marcatori | 13’ Kavelashvili 44’, 84’ Bartlett |

| Arbitro: | Bertolini |

|                                  |           |  |
| Kavelashvili 33’, 55’ Ndlovu 86’ | Marcatori |  |

| Arbitro: | Rutz |

|                    |           |                  |
| Kreuzer 64’ (rig.) | Marcatori | 76’ Kavelashvili |

| Arbitro: | Rogalla |

|              |           |            |
| Bartlett 57’ | Marcatori | 50’ Petrić |

#### ritorno
| Arbitro: | Busacca |

|                                                  |           |  |
| Bühlmann 3’ Bartlett 41’, 65’ Jamarauli 45’, 66’ | Marcatori |  |

| Arbitro: | Circhetta |

|            |           |               |
| Petrov 71’ | Marcatori | 72’ Jamarauli |

| Arbitro: | Wildhaber |

|                     |           |                       |
| Bühlmann 25’ (rig.) | Marcatori | 15’ Giménez 42’ Rossi |

| Arbitro: | Schluchter |

|                      |           |  |
| Contini 69’ Gane 85’ | Marcatori |  |

| Arbitro: | Nobs |

|             |           |  |
| Chassot 85’ | Marcatori |  |

| Arbitro: | Beck |

|                                       |           |            |
| Bartlett 5’ Jamarauli 65’ Chassot 73’ | Marcatori | 16’ Karlen |

| Arbitro: | Busacca |

|  |           |                                  |
|  | Marcatori | 12’ (aut.) Foletti 62’ Jamarauli |

| Arbitro: | Schluchter |

|                  |           |                               |
| Kavelashvili 75’ | Marcatori | 38’ Enílton 80’ Sarni 90’ Tum |

| Arbitro: | Leuba |

|                          |           |              |
| Diop 29’, 90’ Camara 38’ | Marcatori | 24’ Heldmann |

| Arbitro: | Meier |

|                                       |           |  |
| Kavelashvili 33’ (rig.) Jamarauli 68’ | Marcatori |  |

| Arbitro: | Busacca |

|                                |           |                                            |
| Chapuisat 70’ (rig.) Bieli 83’ | Marcatori | 15’, 45’ (rig.) Kavelashvili 73’ Jamarauli |

### Play-off

#### andata
| Arbitro: | Beck |

|           |           |                  |
| Gomes 90’ | Marcatori | 73’ Kavelashvili |

| Arbitro: | Wildhaber |

|           |           |  |
| Akalé 80’ | Marcatori |  |

| Arbitro: | Schoch |

|  |           |              |
|  | Marcatori | 52’ Bühlmann |

| Arbitro: | Bertolini |

|  |           |             |
|  | Marcatori | 58’ Cabanas |

| Zurigo 31 marzo 2001, ore 16:15 CEST 5ª giornata | Zurigo | 0 – 0 referto | Basilea | Stadio Letzigrund (12 200 spett.)\| Arbitro: \| Beck \| |
| Arbitro:                                         | Beck   |               |         |                                                         |

| Arbitro: | Leuba |

|           |           |  |
| Jairo 45’ | Marcatori |  |

| Arbitro: | Wildhaber |

|                                   |           |            |
| Bühlmann 29’ Akalé 88’ Chihab 90’ | Marcatori | 81’ Sirufo |

#### ritorno
| Arbitro: | Busacca |

|            |           |                 |
| Sirufo 29’ | Marcatori | 9’ Kavelashvili |

| Arbitro: | Meßner |

|  |           |                  |
|  | Marcatori | 90’ (rig.) Jairo |

| Arbitro: | Nobs |

|                     |           |            |
| Huggel 6’ Yakın 65’ | Marcatori | 71’ Chihab |

| Arbitro: | Meier |

|                                |           |                               |
| Núñez 15’, 57’, 90’ Camara 38’ | Marcatori | 44’ Bühlmann 79’ Kavelashvili |

| Arbitro: | Leuba |

|             |           |                               |
| Chassot 41’ | Marcatori | 2’ Giménez 45’ (rig.) Bastida |

| Arbitro: | Beck |

|                      |           |  |
| Thurre 21’ Oruma 90’ | Marcatori |  |

| Arbitro: | Schluchter |

|                  |           |                     |
| Kavelashvili 37’ | Marcatori | 71’ Meyer 77’ Kuźba |

### Coppa UEFA
| Arbitro: | Coué |

|              |           |                  |
| Bartlett 65’ | Marcatori | 53’ Paas 89’ Ban |

| Arbitro: | Melnichuk |

|                          |           |  |
| Daerden 31’ Hendrikx 90’ | Marcatori |  |

## Statistiche

### Statistiche di squadra
| Competizione     | Punti | In casa | In casa | In casa | In casa | In casa | In casa | In trasferta | In trasferta | In trasferta | In trasferta | In trasferta | In trasferta | Totale | Totale | Totale | Totale | Totale | Totale | DR |
| Competizione     | Punti | G       | V       | N       | P       | Gf      | Gs      | G            | V            | N            | P            | Gf           | Gs           | G      | V      | N      | P      | Gf     | Gs     | DR |
| ---------------- | ----- | ------- | ------- | ------- | ------- | ------- | ------- | ------------ | ------------ | ------------ | ------------ | ------------ | ------------ | ------ | ------ | ------ | ------ | ------ | ------ | -- |
| Lega Nazionale A | 31    | 11      | 6       | 3       | 2       | 23      | 11      | 11           | 2            | 4            | 5            | 13           | 18           | 22     | 8      | 7      | 7      | 36     | 29     | +7 |
| Play-off         | -     | 7       | 2       | 1       | 4       | 6       | 7       | 7            | 1            | 2            | 4            | 6            | 11           | 14     | 3      | 3      | 8      | 12     | 18     | -6 |
| Coppa UEFA       | -     | 1       | 0       | 0       | 1       | 1       | 2       | 1            | 0            | 0            | 1            | 0            | 2            | 2      | 0      | 0      | 2      | 1      | 4      | -3 |
| Totale           | 31    | 19      | 8       | 4       | 7       | 30      | 20      | 19           | 3            | 6            | 10           | 19           | 31           | 38     | 11     | 10     | 17     | 49     | 51     | -2 |

### Andamento in campionato
| Giornata  | 1 | 2  | 3  | 4  | 5  | 6  | 7  | 8  | 9 | 10 | 11 | 12 | 13 | 14 | 15 | 16 | 17 | 18 | 19 | 20 | 21 | 22 |
| --------- | - | -- | -- | -- | -- | -- | -- | -- | - | -- | -- | -- | -- | -- | -- | -- | -- | -- | -- | -- | -- | -- |
| Luogo     | T | C  | T  | C  | T  | T  | C  | T  | C | T  | C  | C  | T  | C  | T  | C  | C  | T  | C  | T  | C  | T  |
| Risultato | N | N  | P  | N  | P  | P  | V  | N  | V | N  | N  | V  | N  | P  | P  | V  | V  | V  | P  | P  | V  | V  |
| Posizione | 6 | 10 | 10 | 10 | 12 | 12 | 11 | 11 | 8 | 8  | 10 | 7  | 7  | 7  | 8  | 8  | 8  | 7  | 8  | 8  | 8  | 8  |

Legenda:

Luogo: C = Casa; T = Trasferta. Risultato: V = Vittoria; N = Pareggio; P = Sconfitta.

### Statistiche dei giocatori
| Giocatore       | Lega Nazionale A | Lega Nazionale A | Lega Nazionale A | Lega Nazionale A | Coppa UEFA | Coppa UEFA | Coppa UEFA  | Coppa UEFA | Totale   | Totale | Totale      | Totale     |
| Giocatore       | Presenze         | Reti             | Ammonizioni      | Espulsioni       | Presenze   | Reti       | Ammonizioni | Espulsioni | Presenze | Reti   | Ammonizioni | Espulsioni |
| --------------- | ---------------- | ---------------- | ---------------- | ---------------- | ---------- | ---------- | ----------- | ---------- | -------- | ------ | ----------- | ---------- |
| K. Akalé        | 5                | 0                | 0                | 0                | 1          | 0          | 0           | 0          | 6        | 0      | 0           | 0          |
| C. Andreoli     | 3                | 0                | 1                | 0                | 0          | 0          | 0           | 0          | 3        | 0      | 1           | 0          |
| H. Avdic        | 0                | 0                | 0                | 0                | 0          | 0          | 0           | 0          | 0        | 0      | 0           | 0          |
| S. Bartlett     | 20               | 8                | 0                | 0                | 2          | 1          | 0           | 0          | 22       | 9      | 0           | 0          |
| T. Bonalair     | 3                | 0                | 0                | 0                | 0          | 0          | 0           | 0          | 3        | 0      | 0           | 0          |
| P. Bühlmann     | 17               | 2                | 2                | 0                | 2          | 0          | 0           | 0          | 19       | 2      | 2           | 0          |
| P. Castillo     | 14               | 0                | 1                | 0                | 2          | 0          | 0           | 0          | 16       | 0      | 1           | 0          |
| M. Cayir        | 1                | 0                | 0                | 0                | 0          | 0          | 0           | 0          | 1        | 0      | 0           | 0          |
| F. Chassot      | 14               | 3                | 0                | 0                | 1          | 0          | 0           | 0          | 15       | 3      | 0           | 0          |
| T. Chihab       | 0                | 0                | 0                | 0                | 0          | 0          | 0           | 0          | 0        | 0      | 0           | 0          |
| P. Douglas      | 3                | 0                | 0                | 0                | 0          | 0          | 0           | 0          | 3        | 0      | 0           | 0          |
| U. Fischer      | 21               | 0                | 6                | 0                | 2          | 0          | 0           | 0          | 23       | 0      | 6           | 0          |
| M. Frick        | 9                | 2                | 0                | 0                | 1          | 0          | 0           | 0          | 10       | 2      | 0           | 0          |
| M. Giannini     | 18               | 0                | 2                | 0                | 2          | 0          | 0           | 0          | 20       | 0      | 2           | 0          |
| M. Heldmann     | 20               | 1                | 1                | 0                | 2          | 0          | 0           | 0          | 22       | 1      | 1           | 0          |
| W. Hellinga     | 13               | 0                | 8                | 0                | 2          | 0          | 0           | 0          | 15       | 0      | 8           | 0          |
| G. Jamarauli    | 20               | 9                | 4                | 0                | 2          | 0          | 0           | 0          | 22       | 9      | 4           | 0          |
| A. Jasari       | 1                | 0                | 0                | 0                | 0          | 0          | 0           | 0          | 1        | 0      | 0           | 0          |
| S. Jeanneret    | 12               | 0                | 3                | 0                | 0          | 0          | 0           | 0          | 12       | 0      | 3           | 0          |
| M. Kavelashvili | 19               | 9                | 3                | 1                | 2          | 0          | 0           | 0          | 21       | 9      | 3           | 1          |
| S. Kebe         | 2                | 0                | 0                | 0                | 0          | 0          | 0           | 0          | 2        | 0      | 0           | 0          |
| F. Margairaz    | 2                | 0                | 0                | 0                | 0          | 0          | 0           | 0          | 2        | 0      | 0           | 0          |
| A. Ndlovu       | 2                | 1                | 0                | 0                | 1          | 0          | 0           | 0          | 3        | 1      | 0           | 0          |
| D. Opango       | 1                | 0                | 0                | 0                | 0          | 0          | 0           | 0          | 1        | 0      | 0           | 0          |
| D. Pallas       | 21               | 0                | 1                | 0                | 2          | 0          | 0           | 0          | 23       | 0      | 1           | 0          |
| M. Pascolo      | 20               | 0                | 1                | 0                | 1          | 0          | 0           | 0          | 21       | 0      | 1           | 0          |
| Y. Quentin      | 21               | 0                | 3                | 0                | 2          | 0          | 0           | 0          | 23       | 0      | 3           | 0          |
| R. Renato       | 10               | 0                | 3                | 1                | 0          | 0          | 0           | 0          | 10       | 0      | 3           | 1          |
| G. Signore      | 13               | 0                | 0                | 1                | 0          | 0          | 0           | 0          | 13       | 0      | 0           | 1          |
| C. Trombini     | 1                | 0                | 0                | 0                | 1          | 0          | 0           | 0          | 2        | 0      | 0           | 0          |
| U. Yasar        | 0                | 0                | 0                | 0                | 0          | 0          | 0           | 0          | 0        | 0      | 0           | 0          |
| V. Önen         | 5                | 0                | 1                | 0                | 0          | 0          | 0           | 0          | 5        | 0      | 1           | 0          |
| A. Đorđević     | 2                | 0                | 0                | 0                | 0          | 0          | 0           | 0          | 2        | 0      | 0           | 0          |